# Малгожата Браунек
Малгожата Браунек (пол. Małgorzata Braunek; 30 січня 1947, Шамотули — 23 червня 2014, Варшава) — польська акторка театру і кіно, буддистка, зоозахисниця.

## Біографія
Народилася 1947 року в сім'ї офіцера кавалерії Війська польського ротмістра Владислава Браунка (1900—1963) та його дружини Ганни Рути (1911—2000) з родини Бені. Виховувалася в лютеранській вірі, якої дотримувалася її мати, тоді як батько був католиком.
Закінчила 18-й ліцей імені Яна Замойського у Варшаві (1966). До 1969 року навчалася у державній вищій театральній школі у Варшаві, але не закінчила, почавши кінокар'єру.
Одружувалась тричі: з актором Янушем Гуттнером; від режисера Анджея Жулавського в 1971 році народила сина Ксаверія (режисер і сценарист) розлучилася в 1976; з письменником і буддистом Анджеєм Краєвським прожила до самої смерті. Їх дочка акторка Орина Краєвська (нар. 1987). 

## Діяльність
У 1970 році удостоїлася звання «Зірка кіносезону». Зіграла в понад 20 фільмах, зокрема у великих режисерів. Грала також на сценах Національного театру у Варшаві в 1971—1974 роках. 
У 1980-ті покинула сцену і кіно, звернулася до дзен-буддизму. 
Відновила акторську кар'єру з 2001 року. 
У 2010 році виконала роль Елізабет Фоглер у виставі Крістіана Люпи Тіло Сімони (2010 на сцені драматичного театру у Варшаві.
11 квітня 2014 року була нагороджена золотою медаллю «За заслуги в культурі Gloria Artis». Відповідно до постанови президента Броніслава Коморовського 22 квітня 2014 року нагороджена офіцерським хрестом ордена Відродження Польщі за видатні досягнення в художній і соціальній роботі та за заслуги на полі демократичних змін у Польщі.
Дотримувалася буддизму, перебувала в релігійному об'єднанні «Канцеон», яке очолювала з 1992 по 2014 роки. В 2011 році отримала титул майстра дзен від майстра Денніса Генпо Мерзеля. Підтримувала правозахисний рух в Китайській народній республіці. Була вегетаріанкою, брала участь в акціях на захист прав тварин.
Разом з Маєю Осташевською та Ксаверієм Ясенським у 2007 році записала аудіоадаптацію буддистських казок, зібраних Райфом Мартіном у колекції Głodna tygrysica (Голодна тигриця) (опубліковано видавництвом Elay Publishing House, 2006).

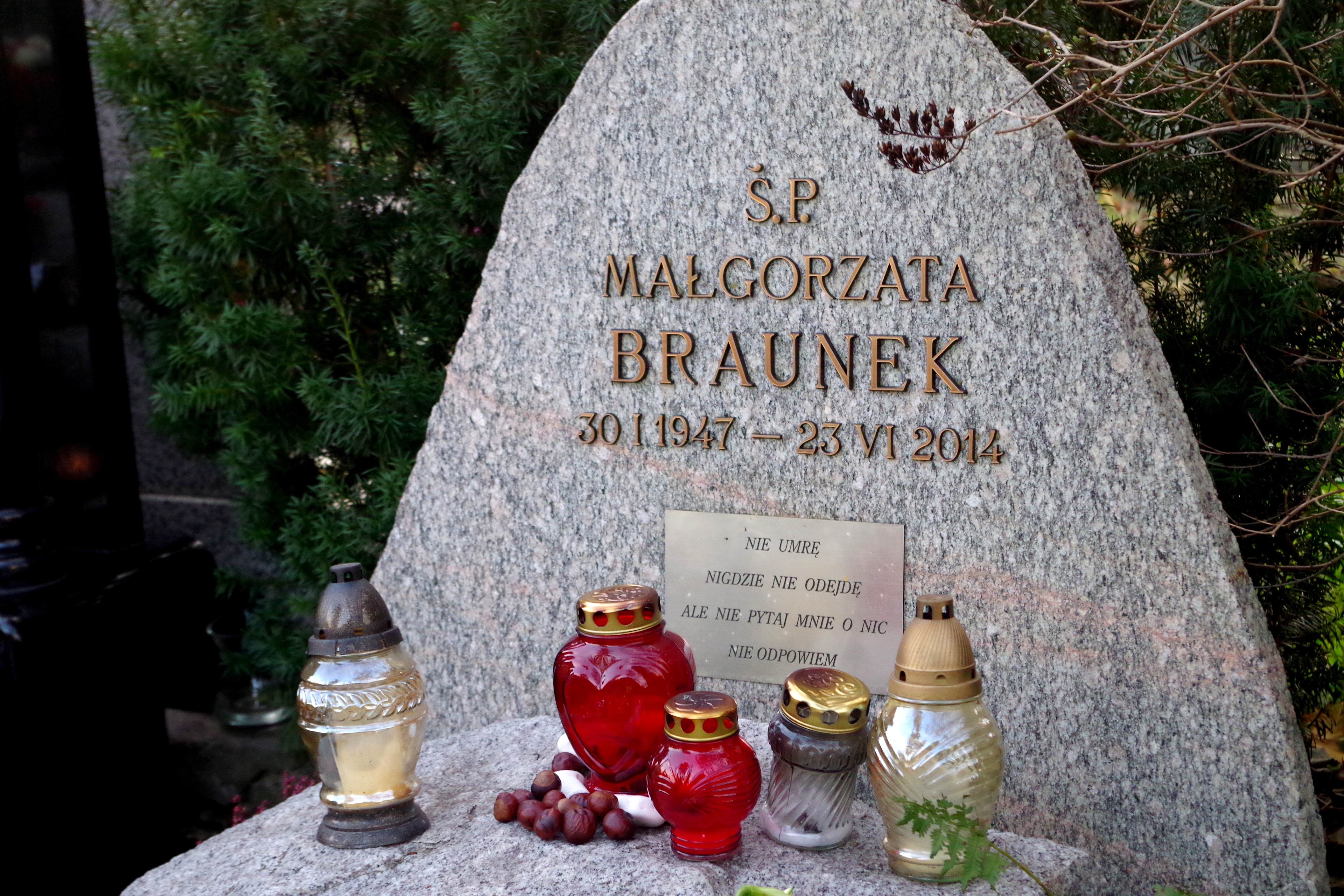
Могила Браунек на лютеранському кладовищі Варшави (2017)

Пішла з життя у Варшаві 23 червня 2014 року від раку яєчників. 23—30 червня відбулися буддистські похоронні церемонії. 5 липня похована на лютеранському кладовищі Варшави поруч з могилою матері. Хоча поховання мало світський характер, 6 липня 2014 року в лютеранській церкві Святої Трійці відбулася поминальна служба.

## Вибрана фільмографія
| Рік  |   | Українська назва                                           | Оригінальна назва                           | Роль                                                                        |
| ---- | - | ---------------------------------------------------------- | ------------------------------------------- | --------------------------------------------------------------------------- |
| 1967 | ф | Стрибок (Казімєж Куц)                                      | Skok                                        | Тереса                                                                      |
| 1968 | ф | Житіє Матеуша (Вітольд Лещинський)                         | Żywot Mateusza                              | Анна                                                                        |
| 1967 | ф | Подорож у невідоме (Єжи Зярнік)                            | Wycieczka w nieznane                        | дівчина Роберта (немає в титрах)                                            |
| 1968 | ф | Гра (Єжи Кавалерович)                                      | Gra                                         | дівчина сваряться з чоловіком на вулиці                                     |
| 1968 | ф | Рухомі піски (Владислав Слесицький)                        | Ruchome piaski                              | Анна                                                                        |
| 1969 | ф | Вознесіння на небо (Ян Рибковський)                        | Wniebowstąpienie                            | Раїса Волкова-Гольдштейн                                                    |
| 1969 | ф | Полювання на мух (Анджей Вайда)                            | Polowanie na muchy                          | Ірена                                                                       |
| 1969 | ф |                                                            | W każdą pogodę                              |                                                                             |
| 1970 | ф | Пейзаж після битви (Анджей Вайда)                          | Krajobraz po bitwie                         | німкеня на велосипеді                                                       |
| 1970 | ф | Кисень (Матяж Клопчіч, Югославія)                          | Oxygen                                      |                                                                             |
| 1970 | ф | Локис (Януш Маєвський)                                     | Lokis: Rękopis profesora Wittembacha        | Юлія Довгелло                                                               |
| 1971 | ф | Третя частина ночі (Анджей Жулавський)                     | Trzecia część nocy                          | Хелена / Марта                                                              |
| 1971 | ф | Трістан 1946 (телеспектакль)                               | Tristan 1946                                | Катлин                                                                      |
| 1971 | ф | Маскарад (телеспектакль)                                   | Maskarada                                   | Наталя                                                                      |
| 1972 | ф | Диявол (Анджей Жулавський)                                 | Diabeł                                      | наречена Якуба                                                              |
| 1974 | ф | Потоп (Єжи Гофман)                                         | Potop                                       | Оленька Білльовіч                                                           |
| 1974 | ф | Справа Вірджинії Денхем (телеспектакль)                    | Sprawa Virginii Denham                      | Вірджинія                                                                   |
| 1976 | ф | Тіньова риса (Анджей Вайда)                                | Smuga cienia                                | флейтистка в жіночому оркестрі (немає в титрах)                             |
| 1976 | ф | Велика система (Анджей Пьотровський)                       | Wielki układ                                | Март Новицька                                                               |
| 1976 | ф | (телеспектакль)                                            | Po upadku                                   | Хельга                                                                      |
| 1976 | ф | (телеспектакль)                                            | Osaczony                                    | Інгрід                                                                      |
| 1976 | ф | (телеспектакль)                                            | Nie do obrony                               | Ліза Ивс                                                                    |
| 1977 | ф | Лялька (Ришард Бер, телесеріал за романом Болеслава Пруса) | Lalka                                       | Ізабела Ленцкой                                                             |
| 1977 | ф | (телефільм)                                                | Wejście w nurt                              | Малгожата, подруга Ганни                                                    |
| 1978 | ф | Йорг Ратгеб - художник (Бернхард Штефан, НДР)              | Jorg Ratgeb - Maler                         | молода селянка                                                              |
| 1978 | ф | (телеспектакль)                                            | Ukladanka                                   | Рованна                                                                     |
| 1978 | ф |                                                            | Tercet egzotyczny a moze erotyczny?         |                                                                             |
| 1980 | ф | Велике нічне купання (Бінка Желязкова, Болгарія)           | Голямото нощно к'пане / Wielka nocna kąpiel | Жана                                                                        |
| 1980 | ф | (телефільм)                                                | Dr. Senki                                   |                                                                             |
| 1980 | ф | (телеспектакль)                                            | Intruz                                      | Елеонора                                                                    |
| 1980 | ф | (телеспектакль)                                            | Klimaty                                     | Соланж                                                                      |
| 1997 | ф | Польський дармоїд (Лукаш Вілежалек)                        | Darmozjad polski                            | туристка                                                                    |
| 1997 | ф | 13 ділянку (серіал)                                        | 13 posterunek                               |                                                                             |
| 2004 | ф | Мент (Владислав Пасіковський) (телесеріал)                 | Glina                                       | Татіана Зубжицька (немає в титрах)                                          |
| 2004 | ф | Тюльпани (Яцек Борчух)                                     | Tulipany                                    | Маріанна - премія кращій актрисі другого плану на Фестивалі польського кіно |
| 2004 | ф | (серіал)                                                   | Bulionerzy                                  | Марта Бергер                                                                |
| 2005 | ф | Пансіонат під трояндою (телефільм)                         | Pensjonat Pod Różą                          | Веслава Пастернак                                                           |
| 2005 | ф | (серіал)                                                   | Pelna Para                                  | Богуся Ламарті                                                              |
| 2007 | ф | Через любов                                                | Z miłości                                   | Марта                                                                       |
| 2007 | ф | Команда (серіал)                                           | Ekipa                                       |                                                                             |
| 2009 | ф | Будинок біля озера (серіал)                                | Dom nad rozlewiskiem                        | Барбара                                                                     |
| 2010 | ф | Любов біля озера (серіал)                                  | Milosc rozlewiskiem                         | Барбара                                                                     |
| 2011 | ф | (серіал)                                                   | Zycie rozlewiskiem                          |                                                                             |
| 2012 | ф | (серіал)                                                   | Nad rozlewiskiem...                         |                                                                             |

## Визнання
Актриса 2011 року на телебаченні.